# چرخند باتسیرای
چرخند باتسیرای (انگلیسی: Cyclone Batsirai) یک چرخند استوایی بود که  موریس، رئونیون و ماداگاسکار را در غرب اقیانوس هند در نوردید و ۹۴ کشته برجا نهاد. در ابتدا یک اغتشاش جوی استوایی در ۲۴ ژانویه شکل گرفت. در ۲۷ ژانویه تبدیل به یک طوفان استوایی شد و سپس به سرعت شدت گرفت و در نهایت در ۲ فوریه به صورت یک چرخند درجه ۴ به ماداگاسکار رسید. 